# Маршалл (округ, Канзас)
Шаблон:StateAbbr_ 39°48′ пн. ш. 96°33′ зх. д. / 39.8° пн. ш. 96.55° зх. д.
Округ Маршалл (англ. Marshall County) — округ (графство) у штаті Канзас, США. Ідентифікатор округу 20117.

## Історія
Округ утворений 1855 року.

## Демографія
За даними перепису 2000 року загальне населення округу становило 10965 осіб, зокрема міського населення було 3123, а сільського — 7842.
Серед мешканців округу чоловіків було 5393, а жінок — 5572. В окрузі було 4458 домогосподарств, 3027 родин, які мешкали в 4999 будинках.
Середній розмір родини становив 2,98.
Віковий розподіл населення поданий у таблиці:
| Стать    | До 15 років | 15-21 | 22-29 | 30-39 | 40-49 | 50-65 | 65-85 | Понад 85 |
| -------- | ----------- | ----- | ----- | ----- | ----- | ----- | ----- | -------- |
| Чоловіки | 1104        | 558   | 368   | 672   | 857   | 829   | 868   | 137      |
| Жінки    | 1017        | 504   | 311   | 647   | 825   | 859   | 1121  | 288      |

## Суміжні округи
- Поні, Небраска — північний схід
- Немага — схід
- Поттаватомі — південь
- Райлі — південний захід
- Вашингтон — захід
- Ґейдж, Небраска — північний захід

## Виноски
1. ↑  U.S. Decennial Census. United States Census Bureau. Архів оригіналу за 19 липня 2018. Процитовано 27 липня 2014.
2. ↑  Historical Census Browser. University of Virginia Library. Архів оригіналу за 11 серпня 2012. Процитовано 27 липня 2014.
3. ↑  Population of Counties by Decennial Census: 1900 to 1990. United States Census Bureau. Архів оригіналу за 5 червня 2019. Процитовано 27 липня 2014.
4. ↑  Census 2000 PHC-T-4. Ranking Tables for Counties: 1990 and 2000 (PDF). United States Census Bureau. Архів оригіналу (PDF) за 18 грудня 2014. Процитовано 27 липня 2014.
5. ↑  State & County QuickFacts. United States Census Bureau. Архів оригіналу за 6 червня 2011. Процитовано 27 липня 2014.(англ.) Наведено за англійською вікіпедією.
6. ↑  American FactFinder. Бюро перепису населення США. Архів оригіналу за 26 лютого 2012. Процитовано 31 січня 2008.

| США | Це незавершена стаття з географії США. Ви можете допомогти проєкту, виправивши або дописавши її. |